# Spitzingsee
Spitzingsee er navnet på en bjergsø i Alperne i den sydlige del af Bayern, og navnet på en landsby ved søen, som er en del af kommunen Schliersee.

## Beliggenhed
Spitzingsee ligger omkring 5 kilometer syd for Schliersees og få hundrede meter syd for bjergpasset Spitzingsattel i en højde af 1.084 moh. i de Bayerske Alper. Med et areal på 28,3 hektar er det den største højtbeliggende bjergsø i Bayern. Søen er op til 16,30 meter dyb. Den har udløb i Rote Valepp, der forener sig med Weißen Valepp ved Kaiserklause (Forsthaus Valepp) for i Tyrol som Grundache senere Brandenberger Ache munder ud i floden Inn. Spitzingsee har et forholdsvis stort afvandingsareal på 7,51 km² 

## Landsbyen
Landsbyen Spitzingsee på søbredden har cirka 200 indbyggere, og hører til kommunen Schliersee.

## Omliggende bjergområde
De kendeste toppe i Mangfallbjergene rundt om Spitzingsee hedder Jägerkamp, Aiplspitz, Rauhkopf, Taubenstein, Rotwand (1.885 moh.), Ruchenköpfe, Stolzenberg, Rotkopf, Rosskopf, Stümpfling, Bodenschneid und Brecherspitz.
Rundt om søen ligger skisportsområdet Skigebiet Spitzingsee, med forskellige typer skilifte op til løjperne hvor hovedområdet er på bjerget Stümpfling.
- Udsigt fra Rosskopf mod den Spitzingsee

- Udsigt fra landsbyen over søen
- Udsigt over søen mod landsbyen